# Burg Husen (Syburg)
Haus Husen war ein Rittergut der Herren von Husen und gehörte zur Grafschaft Mark. Dieses findet man heute im Stadtteil Dortmund-Syburg.

## Geschichte
Das Rittergut Haus Husen in der Gemeinde Syburg unweit der Ruhr im Tale gelegen, früher auch Ten Husen oder Haußen genannt, ist das Stammhaus der Familie von Husen. Erwähnt wird das Haus erstmals 1259. Um 1330 wird Johann von der Husen als Lehnsträger der Grafen von Dortmund genannt.
Ritter Aleve (Adolf) van Husen seine Töchter Aleke van Husen, Erbin des niedersten Hofes, ehelichte den Godert von Frydag und Beleke van Husen, Erbin des obersten Hofes, den Arnt von Frydag. Somit kam das Haus in die Familie von Frydag und bald darauf an die Familie von Romberg.
Diedrich von Aldinghof von Laer heiratete 1479 Christine von Romberg. Sein Sohn Vinzenz von und zu Laer, Droste zu Zons und Menden, welcher 1524 die Margarethe von Eller zu Lobach heiratete, erbte das Haus.
1585 hat Anton von Laer dieses an den Bernhard von Romberg († 1639), Herr zu Massen, verkauft und so ging es wieder an die Familie von Romberg. Bernhards Tochter Christina Cunegunda (Cunewald) von Romberg zu Massen wurde die Erbin von Husen. Diese war verheiratet mit Dietrich Wilhelm Abraham von Syberg zu Wischelingen, Kurbrandenburgischer Hauptmann. Die Ehe war kinderlos.
So erbte es der Enkel ihres Bruders Johann Friedrich von Romberg († 1706), der Goswin Friedrich Freiherr von Romberg (1736–1768), welcher das Haus 1767 wahrscheinlich an seine Schwester Josina Engel Christina von Romberg (1734–1803), verehelicht mit dem Wilhelm Gisbert Freiherr von Frydag zu Lippholthausen, verkaufte. 1801 kam das Haus an den preußischen Major Samuel Louis v. Favre des Coffrane und dann an den Leutnant Franz Schulz, welcher 1804 nach Übernahme die königliche Bestätigung erhielt.
1830 wurde das klassizistische „Gutshaus Husen“ in direkter Nachbarschaft gebaut, da das Haus Husen nicht mehr den Ansprüchen genügte.
1850 geht das Erbe an die Helena Sophia Freifrau von der Leithen geb. Schulz (1815–1894), dann an ihre Tochter Freiin Marie von der Leithen (1834–1900) und anschließend 1903 an die Familie von Basse. Im Jahre 1956 kam Haus Husen an die Evangelische Kirche von Westfalen
Seit 1984 gehört die Burg Husen dem Verband Christlicher Pfadfinderinnen und Pfadfinder (VCP) Land Westfalen.

## Beschreibung
Der mittelalterliche Wohnturm ist als rechteckiger Kernbau mit einer Grundfläche von 9,3 × 11,3 m erhalten und in Bruchsteinmauerwerk aus Ruhrsandstein ausgeführt. Er ist in die Denkmalliste der Stadt Dortmund als Baudenkmal eingetragen.
Das zu Syburg gehörende Grundstück mit Wiesenfläche und Baumbeständen ist etwa 7000 m² groß und liegt im Städtedreieck Dortmund-Schwerte-Hagen.
Das Haus liegt nicht weit entfemt von der Ruhr und der stattlichen Hohensyburg, mit ihrem bekannten Kaiser-Wilhelm-Denkmal.